# 1-Iodobutà
L’1-iodobutà és un compost orgànic de la classe dels haloalcans format per la unió d’un iode i un butà. També es coneix el compost com iodobutà o iodur de butil. S'usa com un agent alquilant.

## Isòmer

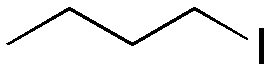
Fórmula estructural simple de l'1-Iodobutà.

L’1-iodobutà és isomèric a l’1-iodo-2-metilpropà, perquè ambdós composts presenten la mateixa fórmula molecular, {\displaystyle {\ce {C4H9I}}}, però presenten estructures diferents.

## Propietats
El compost és un líquid incolor amb una massa molecular de 184,02 g/mol. El seu punt d’ebullició experimental es troba entorn dels 130 °C, mentre que el punt de fusió experimental és de –103 °C. La densitat és d'1,617 g/cm³.

## Transformacions
Es coneix que l’1-iodobutà és un predecessor del metabòlit butil-glutatió, que té fórmula molecular {\displaystyle {\ce {C14H25N3O6S}}}, en tenir lloc un procés metabòlic amb la participació de l'enzim GST.

## Usos
Com a reactiu als laboratoris, s'usa com agent alquilant per transferir grups alquils que formen el compost a una altra molècula.

Pictograma d'irritant.
Pictograma de toxicitat.
Pictograma d'inflamabilitat.

## Indicacions de seguretat
Els pictogrames de perill del Sistema Mundial Harmonitzat de Classificació i Etiquetatge de Productes Químics o SMH (Globally Harmonized System of Classification and Labeling of Chemicals o GHS) que acompanyen aquest compost són els que designen les substàncies inflamables, les tòxiques i les irritants. L’1-iodobutà és inflamable tant líquid com gasos, causa irritació ocular i és tòxic si s'inhala. El compost és sensible a la llum i incompatible amb forts agents oxidants. Es recomana utilitzar ulleres de protecció i guants a més d'una bona ventilació quan es manipuli aquest compost al laboratori.